# Großer Pyhrgas
Großer Pyhrgas är ett berg i Österrike.   Det ligger i förbundslandet Oberösterreich, i den centrala delen av landet, 160 km väster om huvudstaden Wien. Toppen på Großer Pyhrgas är 2 244 meter över havet, eller 1 271 meter över den omgivande terrängen. Bredden vid basen är 27,5 km.
Terrängen runt Großer Pyhrgas är bergig åt sydväst, men åt nordost är den kuperad. Närmaste större samhälle är Rottenmann, 15,3 km söder om Großer Pyhrgas. 
I omgivningarna runt Großer Pyhrgas växer i huvudsak blandskog. Runt Großer Pyhrgas är det ganska glesbefolkat, med 29 invånare per kvadratkilometer.